# Сату Ноу (Скеја)
Ново село (рум. Satu Nou) насеље је у Румунији у округу Јаши у општини Скеја. Oпштина се налази на надморској висини од 217 m.

## Становништво
Према подацима из 2011. године у насељу је живело 339 становника.